# Nilson Nelson Machado
Nilson Nelson Machado (Florianópolis, 17 de janeiro de 1961) é um político brasileiro.
Filho de Nelson Clarindo Machado e de Rosa da Silva Machado.

## Carreira
Foi deputado à Assembleia Legislativa de Santa Catarina na 15ª legislatura (2003 — 2007).
Foi preso acusado de estupro.